# صياد وجامع قوقازي

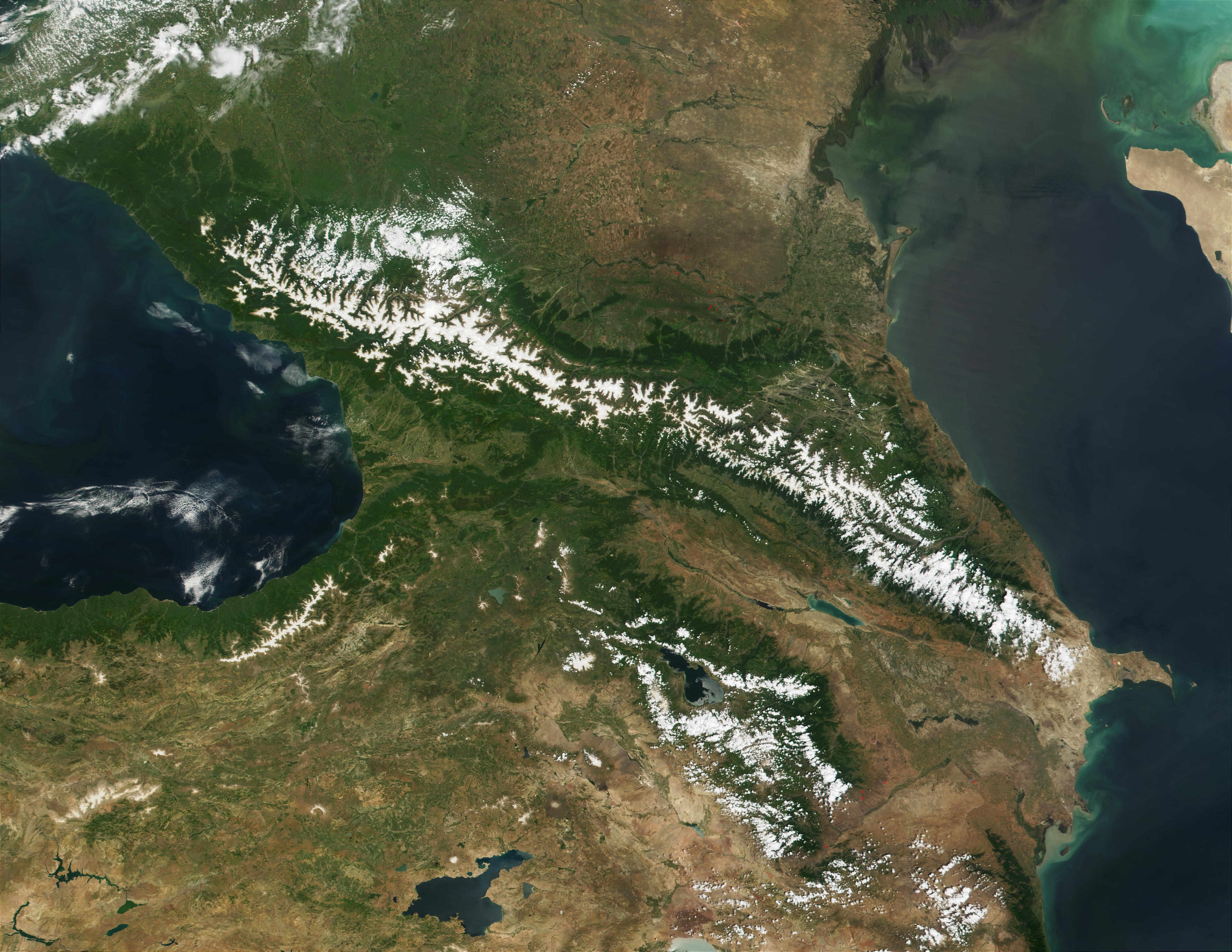
خريطة طبيعية للقوقاز.

الصياد والجامع القوقازي، المعروف أيضًا باسم مجموعة ساتسربليا  هو سلالة وراثية بشرية حديثة تشريحًا، تم تحديدها لأول مرة في دراسة عام 2015، استنادًا إلى علم الوراثة السكانية للعديد من سكان غرب أوراسيا الحديثة ( الأوروبية ، القوقازية ) والشرق الأدنى ) السكان.  
في بداية العصر الحجري الحديث، في ج. 8000 قبل الميلاد، ربما تم توزيعهم عبر غرب إيران والقوقاز،  ووصل أشخاص مشابهون لشمال القوقاز وإيران في الهضبة قبل 6000 قبل الميلاد في باكستان وشمال غرب الهند.  تلقى الصيادون الشرقيون من سهول بونتيك-قزوين مزيجًا من مجموعات التغيير، مما أدى إلى تكوين رعاة السهوب الغربية ( WSHs ).

## الأصول

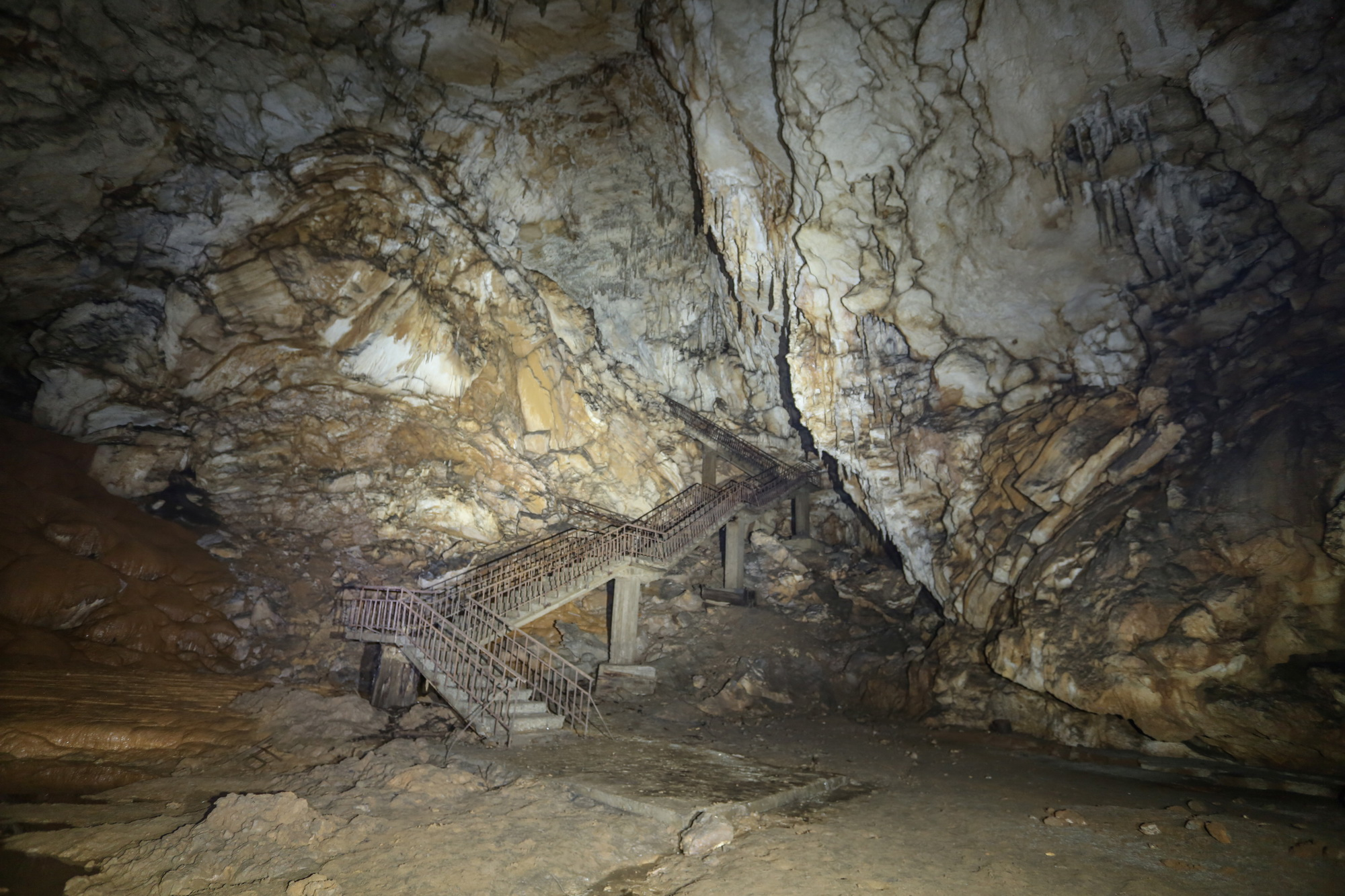
تم اكتشاف أحد صيادي القوقاز في كهف ساتسربليا في جورجيا.

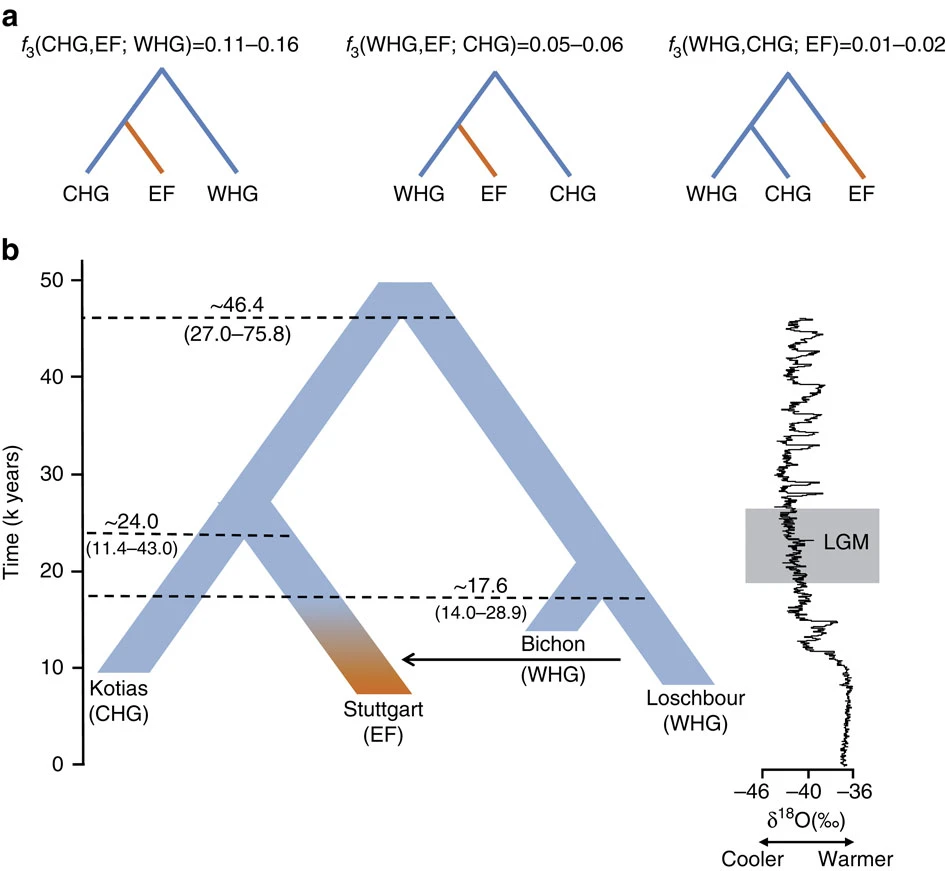
العلاقة بين الصيادين وجمع الثمار في القوقاز (CHG) والصيادين الغربيين والمزارعين الأوائل حسب جونز في آل ، 2015.

جونز وآخرون في العام (2015) حللوا جينومات ذكور من غرب جورجيا، في القوقاز، من أواخر العصر الحجري القديم الأعلى (13300 سنة) والعصر الحجري الأوسط (9700 سنة). يحمل هذان الذكران مجموعة هابلوغروب Y-DNA : J * و J2a ، تم تنقيحهما لاحقًا إلى J1-FT34521 ، و J2-Y12379 * ، ومجموعات هابلوغروب الميتوكوندريا من K3 و H13c ، على التوالي.  أظهرت جينوماتهم أن مزيجًا مستمرًا من القوقازيين مع سكان الشرق الأوسط حدث منذ ما يصل إلى 25000 عام ، عندما بدأت أبرد فترة في العصر الجليدي الأخير. 

## روابط خارجية
- أصل القوقاز الصياد والحثيين الهندوسيين نسخة محفوظة 2019-04-25 على موقع واي باك مشين. .